# معاهدة تشاغواراماس
معاهدة شاغواراماس هي معاهدة سلمية كان الهدف منها (إنشاء المجتمع الكاريبي)، بما في ذلك اقتصاد السوق الموحد للجماعة الكاريبية.

## معلومات عامة
| تاريخ المعاهدة   | المعتمد في 04 يوليو, 1973 في تشاغواراماس بدء النفاذ في 01 أغسطس, 1973 منقّح في 05 يوليو, 2001 في ناسو بدء النفاذ في 04 فبراير, 2002                                           |
| المؤسسة المضيفة: | الجماعة الكاريبية |
| الأعضاء          | الأطراف المتعاقدة |
| الموضوع          | إنفاذ قوانين الملكية الفكرية والقوانين ذات الصلة, البراءات, البيانات الجغرافية, التصاميم الصناعية, العلامات التجارية, الملكية الصناعية, المنافسة, حق المؤلف والحقوق المجاورة |